# Слободка (Молдова)
Слободка (рум. Slobodca) — село в Единецком районе Молдавии. Наряду с селом Русень входит в состав коммуны Русень.

## История
Название хутора берёт своё начало от слова «слобода», «раздолье». Городов, сёл и хуторов в таким названием на территории стран СНГ сотни. 99 % населения хутора староверы. В настоящее время в Слободке проживает около 80 человек.

## География
Слободка расположена примерно в 7 км от города Единцы на высоте 202 метров над уровнем моря.

## Население
По данным переписи населения 2004 года, в селе Слободка проживает 3821 человек (1926 мужчин, 1895 женщин).
Этнический состав села:
| Национальность | Число жителей | Процентный состав |
| -------------- | ------------- | ----------------- |
| русские        | 72            | 1.88              |
| украинцы       | 4             | 0.1               |
| молдаване      | 2             | 0.05              |
| Всего          | 3821          | 100 %             |